# Модюи, Шанталь
Шанта́ль Модюи́ (фр. Chantal Mauduit; 24 марта 1964, Париж — 11 мая 1998, Дхаулагири) — французская альпинистка. Стала четвёртой женщиной в истории, покорившей К2, и совершила восхождения на шесть восьмитысячников без использования дополнительного кислорода.

## Биография
Родилась в Париже. В возрасте пяти лет переехала во Французские Альпы, а в 15 лет начала заниматься альпинизмом. После прохождения нескольких сложных маршрутов в Альпах она сосредоточила своё внимание на Андах, а затем на Гималаях.
Её главные гималайские восхождения, все совершённые без использования дополнительного кислорода:
- К2 (1992) — стала четвёртой женщиной на вершине.
- Шишабангма (1993)
- Чо-Ойю (1993)
- Лхоцзе (1996) — заявила о первом женском одиночном восхождении, однако доказательств достижения вершины предоставлено не было.
- Манаслу (1996)
- Гашербрум II (1997)

### Критика
Карьера Модюи сопровождалась несколькими спорными эпизодами. Во время спуска с К2 в 1992 году ей потребовалась помощь Эда Вистурса и Скотта Фишера. Модюи страдала от снежной слепоты, и для её спасения Вистурс и Фишер прервали собственную попытку восхождения.
В 1995 году во время неудачной попытки восхождения на Эверест она потеряла силы, и её пришлось спускать другим альпинистам. Некоторые участники экспедиций, включая Вистурса, считали её неблагодарной, поскольку она никогда публично не признавала помощь, которая спасла ей жизнь. Её также обвиняли в том, что она уклонялась от тяжёлой работы в экспедициях (провешивание перил, заброска снаряжения в высотные лагеря), пользуясь результатами труда других.

## Гибель
11 мая 1998 года Шанталь Модюи и её напарник шерпа Анг Тсеринг погибли во Втором лагере на склоне Дхаулагири. Их палатку, по всей видимости, накрыла лавина. Тело альпинистки было доставлено во Францию. Вскрытие показало, что причиной смерти стал перелом шеи.
В своей книге «На вершину нет короткого пути» («No Shortcuts to the Top») Эд Вистурс рассказывает, как обнаружил их тела. Изначально он сомневался в причине смерти, но позже пришёл к выводу, что переломы шеи у обоих альпинистов могли быть вызваны ударом камня или льда в результате камнепада или ледового обвала. Фредерика Дельрьё, партнёрша по восхождениям как Вистурса, так и Модюи, лично видела тело и подтвердила, что у неё была сломана шея.

## Память
В честь Шанталь Модюи её друзья и семья основали фонд «Ассоциация Шанталь Модюи Намасте» (The Association Chantal Mauduit Namasté). Организация помогает нуждающимся детям в Непале, уделяя особое внимание образованию девочек. Ассоциация открыла в Катманду школу имени Шанталь Модюи, в которой обучается 200 детей.